# Baía de Mobile

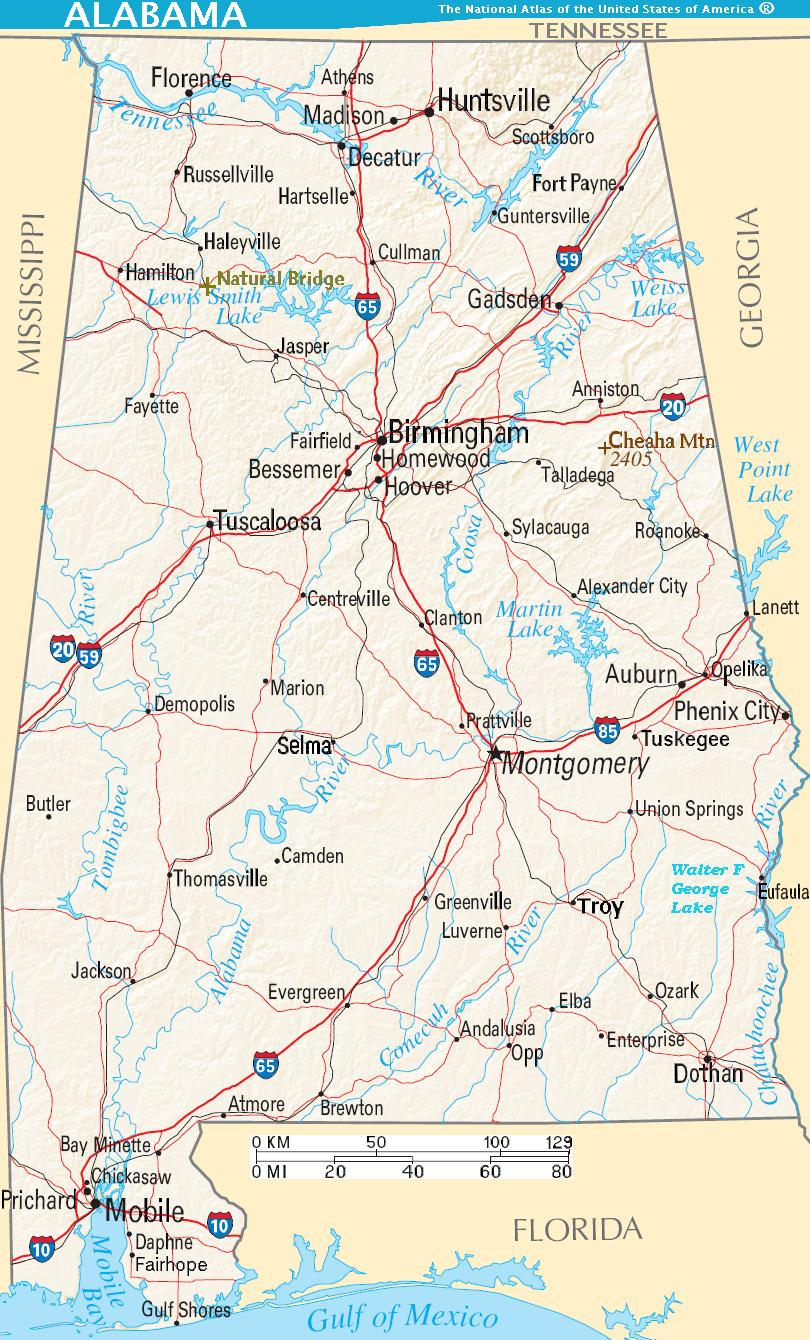
A Baía de Mobile fica no sudoeste do estado do Alabama

A Baía de Mobile (em inglês:  Mobile Bay) é uma enseada do Golfo do México que se estende 56 km para norte, no sentido da foz do rio Mobile no sudoeste do Alabama, Estados Unidos. Tem entre 13 e 29 km de largura e entra pelo golfo através de um canal dragado entre a ilha Dauphin e a península de Mobile Point.
Durante a Guerra Civil Americana foi cenário da Batalha da Baía de Mobile.